# Les Champeaux
Les Champeaux (lɛ ʃɑ̃.poⓘ) es una población y comuna francesa, situada en la región de Baja Normandía, departamento de Orne, en el distrito de Argentan y cantón de Vimoutiers.

## Demografía
| 211 | 143 | 137 | 119 | 101 | 117 |
| Para los censos de 1962 a 1999 la población legal corresponde a la población sin duplicidades (Fuente: INSEE [Consultar]) |     |     |     |     |     |